# 韃靼海峽
鞑靼海峡，日本称为间宫海峡（日语：／ Mamiya kaikyō），俄語亦名涅维尔斯科伊海峡（пролив Невельского），中國古代文獻則稱之為賽哥小海、鯨海，是位于太平洋西北海峡，将其东的庫頁島同其西的亚洲大陆分开，也将其北的鄂霍次克海同其南的日本海连接起来。海峡与日本海的分界线大致为滨海边疆区北部靠近阿姆古的贝尔金角和库页岛西南海岸的库兹涅佐夫角的连线。海峽，最窄7公里；最寬340公里；最淺4公尺；最深23公尺。海峽的長度，為900公里。是北半球的最長海峽。

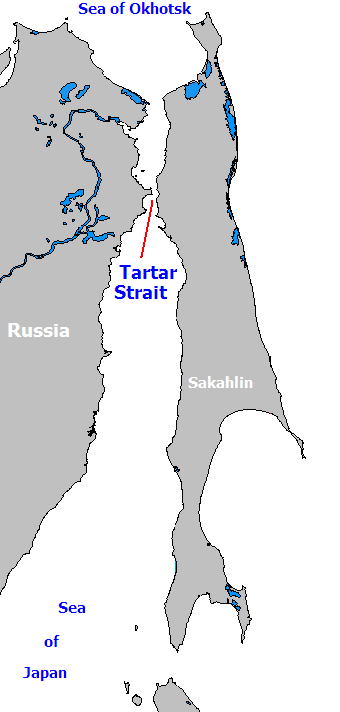
鞑靼海峡

黑龙江在鞑靼海峡入海，沿岸主要城市是尼古拉耶夫斯克，亦有不少適合建港的海灣，如奇哈切夫灣、瓦尼諾灣。该海峡因鞑靼人而得名，標誌着鞑靼利亞的東端。鞑靼是俄罗斯人对中亚和北亚许多游牧民族的统称。
根据1689年清朝和俄罗斯签订的尼布楚条约，该海峡是中国内海。1709年清帝国康熙帝為了繪製皇輿全覽圖，派出耶穌會士組成的測量隊前往黑龍江下游地區，翌年第二支由滿人組成的測量隊橫渡鯨海到達庫頁島。日本探险家间宫林藏于1808年对该海峡进行了探查，日本人遂将其命名为间宫海峡。1848年，俄国探險家根纳季·涅韦尔斯科伊对该海峡进行了考察，所以部分俄国人称该海峡为涅维尔斯科依海峡。第二次鸦片战争期间，俄国于1860年逼迫中国签订中俄北京条约，占据该海峡两岸。

## 外部連結
- （俄文）Tatar Strait （页面存档备份，存于）
- （英文）MAMIYA RINZO STRAIT,Asiatic Russia ::...